# Sucker Punch Productions
Sucker Punch Productions, LLC es una desarrolladora de videojuegos estadounidense fundada en 1997 y situada en Bellevue, Washington. Es conocido por crear juegos de acción de personajes para consolas PlayStation como Sly Cooper, inFAMOUS y Ghost of Tsushima. El estudio forma parte de PlayStation Studios desde 2011. En 2020, la empresa emplea a unas 160 personas.
Sucker Punch Productions fue fundada en octubre de 1997 por Brian Fleming, Bruce Oberg, Darrell Plank, Tom y Cathy Saxton y Chris Zimmerman. Los fundadores trabajaron en Microsoft antes de incorporarse a la industria de los videojuegos. A pesar de tener dificultades para encontrar editor y financiación, el primer proyecto del grupo, Rocket: Robot on Wheels, se lanzó en 1999. Si bien no tuvo un buen desempeño comercial, fue bien recibido por los críticos, lo que animó al equipo a desarrollar otro juego de plataformas en 2002 llamado Sly Cooper and the Thievius Raccoonus. El equipo se acercó a Sony Computer Entertainment para publicar el juego, que se convirtió en un éxito comercial inesperado y generó una franquicia con dos secuelas: Sly 2: Band of Thieves (2004) y Sly 3: Honor Among Thieves (2005).
Después de trabajar en tres juegos de Sly Cooper, el equipo continuó su asociación con Sony y se centró en crear un juego de superhéroes de mundo abierto inspirado en cómics titulado inFAMOUS (2009). inFAMOUS fue un éxito modesto y Sucker Punch le siguió con dos secuelas, inFAMOUS 2 (2011) e inFAMOUS: Second Son (2014). Después del lanzamiento de inFAMOUS 2, Sony adquirió Sucker Punch por una suma no revelada. Tras el lanzamiento de Second Son, el estudio pasó seis años trabajando en el siguiente juego, Ghost of Tsushima (2020), que se convirtió en uno de los juegos originales de Sony más vendidos para PlayStation 4, vendiendo más de 13 millones de copias. Se está desarrollando una secuela, Ghost of Yōtei, que se lanzará para PlayStation 5 en 2025.

## Historia
Al final de 1999, Sucker Punch lanzó su primer juego, Rocket: Robot on Wheels, para Nintendo 64. Después de firmar un nuevo contrato con Sony en el año 2000, la compañía empezó a crear la serie de Sly Cooper para PlayStation 2. Una característica común de los juegos Rocket y Sly Cooper es que aparece un mapache como personaje principal.
La compañía más recientemente creó Infamous 2 para PlayStation 3, anunciando el paso de nivel retratando el cel shading, animales antropomórficos a una transmisión totalmente de mundo abierto representando más humanos de aspecto realista y protagonistas con habilidades acrobáticas.
La compañía fue fundada en 1997 y de acuerdo con la web de la compañía "se inició a las raíces de Microsoft, donde los co-fundadores trabajaban en una variedad de aplicaciones de productividad y desarrollo de software". Todos compartían el amor por los videojuegos, sin embargo, sólo uno tenía experiencia de desarrollo de juegos." El grupo decidió abandonar Microsoft en 1997, y en 2000 firmaron para trabajar en la franquicia Sly Cooper que vendieron a Sony. El nombre de la empresa llegó como una de las varias propuestas por la empresa que no habrían sido capaces de utilizar con Microsoft debido a las políticas de la compañía.
El cofundador Chris Zimmerman mostró la lista a su esposa para saber su opinión, y ella respondió que no le importaba "siempre y cuando no sea 'Sucker Punch'". Teniendo en cuenta la opinión de una mujer de mediana edad sería completamente contrario a los datos demográficos de su público, así que eligieron ese nombre para la compañía.
Sucker Punch está considerado parte del trío plataforma de Sony, que también incluye a Naughty Dog, así como a Insomniac Games. Aunque las tres empresas han comenzado a aventurarse en trayectorias más maduras, las 3 han comentado recientemente a continuar sus series, así como la intención  de Naughty Dog de regresar a Jak y Daxter pero no se pudo debido a falta de ideas, e Insomniac Games continuando su serie de Ratchet & Clank. Además, Sucker Punch ha declarado recientemente que desea continuar con la franquicia Sly Cooper en algún momento en un futuro cercano.
Otra compañía de juegos, Sanzaru Games, lanzó The Sly Trilogy, un portuario remasterizado de los juegos de PlayStation 2 de Sly para PlayStation 3 en noviembre del año 2010. En 2011, Sly Cooper: Ladrones en el Tiempo fue anunciado, Sanzaru Games lo desarrollo, en lugar de Sucker Punch. Además, nStigate Games desarrolló PlayStation Move Heroes, un título para PS3 donde aparecen Sly Cooper y otros dos personajes populares como Ratchet y Jak. Una secuela de Infamous fue anunciada oficialmente cuando la portada del Game Informer en julio del año 2010 informó de un problema en la imagen del Infamous 2, junto con la revista que contiene una vista previa de diez páginas del juego.
Sucker Punch se asoció con Capcom para incluir a su principal protagonista de Infamous, Cole MacGrath, como un personaje invitado especial para el juego Street Fighter X Tekken. Sólo será un personaje jugable en las versiones de PS3 y PS Vita, y con SuperBot Entertainment para incluir ambos personajes, Cole MacGrath y Sly Cooper en el juego PlayStation All-Stars Battle Royale.

## Juegos
| Título                                | Año de lanzamiento | Plataforma                       | GameRankings | Metacritic | Notas                                               |
| ------------------------------------- | ------------------ | -------------------------------- | ------------ | ---------- | --------------------------------------------------- |
| Rocket: Robot on Wheels               | 1999               | Nintendo 64                      | 81,32%       | N/A        |                                                     |
| Sly Cooper and the Thievius Raccoonus | 2002               | PlayStation 2                    | 85,23%       | 86/100     |                                                     |
| Sly 2: Band of Thieves                | 2004               | PlayStation 2                    | 87,92%       | 88/100     |                                                     |
| Sly 3: Honor Among Thieves            | 2005               | PlayStation 2                    | 84,18%       | 83/100     |                                                     |
| Infamous                              | 2009               | PlayStation 3                    | 86,31%       | 85/100     |                                                     |
| The Sly Trilogy                       | 2010               | PlayStation 3                    | 87,43%       | 85/100     | Colaboró en el desarrollo Sanzaru Games             |
| Infamous 2                            | 2011               | PlayStation 3                    | 84,44%       | 83/100     |                                                     |
| Infamous: Festival of Blood           | 2011               | PlayStation Network              | 79,89%       | 78/100     | Expansión independiente de Infamous 2               |
| Street Fighter X Tekken               | 2012               | PlayStation Vita                 | 79,87%       | 79/100     | Portado a PlayStation Vita, desarrollado por Capcom |
| Infamous: Second Son                  | 2014               | PlayStation 4                    | 80,50%       | 80/100     |                                                     |
| Infamous: First Light                 | 2014               | PlayStation 4                    | 76,00%       | 73/100     | Expansión independiente de Infamous Second Son      |
| Ghost of Tsushima                     | 2020               | PlayStation 4, Microsoft Windows | N/A          | 83/100     |                                                     |
| Ghost of Yōtei                        | 2025               | PlayStation 5                    | TBD          | TBD        |                                                     |